# Richard Chepkwony
Richard Chepkwony (* 1983) ist ein kenianischer Marathonläufer.
2009 wurde er Sechster beim Zürich-Marathon und stellte mit 2:12:02 h einen Streckenrekord beim Münster-Marathon auf.
2010 wurde er Dritter beim Gutenberg-Marathon. 2011 wurde er dort Zweiter. In Münster wurde er 2011 Dritter.